# Eduard Helly
Eduard Helly (Viena, 1 de junho de 1884 – Chicago, 28 de novembro de 1943) foi um matemático austríaco.

## Formação e carreira
Eduard Helly é um dos fundadores da análise funcional. Estudou matemática na Universidade de Viena, onde obteve um doutorado em 1907, orientado por Wilhelm Wirtinger e Franz Mertens, com a tese Beiträge zur Theorie der Fredholmschen Integralgleichung. Wirtingen conseguiu para ele uma bolsa de estudos na Universidade de Göttingen, onde foi aluno de David Hilbert, Felix Klein e Hermann Minkowski. Conseguiu provar com outros um caso especial do teorema de Hahn-Banach, 15 anos antes do próprio Hans Hahn (publicado em 1912, o trabalho de Hahn sobre isso apareceu em 1927, e o de Stefan Banach em 1929). Banach conhecia o trabalho de Helly de 1912 e também o citou, com Hahn isto não é totalmente claro. Ambos usaram essencialmente uma desigualdade introduzida por Helly. Sua primeira publicação independente, em 1911, foi Über einen Satz aus der Theorie der linearen Funktionaloperationen. Trabalhou depois como professor particular, professor ginasial e escrevendo livros de soluções para livros didáticos de matemática.
Durante a Primeira Guerra Mundial foi tenente na infantaria. Foi gravemente ferido por um tiro no pulmão em 1915, que também afetou seu coração, o que contribuiu para sua doença cardíaca posterior, da qual acabou morrendo em 1943. Em 1915 foi prisioneiro de guerra pela Rússia. Também escreveu contribuições fundamentais para a análise funcional no campo de prisioneiros de guerra perto de Ussuriysk, na Sibéria. Após o fim da guerra não chegou a Viena novamente até 1920, depois de cruzar o Japão, a Ásia e o Egito (devido à turbulência da guerra civil, não pode seguir a rota direta via Rússia). Em 1921 casou-se com a matemática Elise Bloch e habilitou-se no mesmo ano na Universidade de Viena, mas nunca recebeu um cargo de professor por lá. Provavelmente isto ocorreu em parte porque ele era judeu (a Universidade de Viena era conhecida por seu anti-semitismo) e em parte porque Hahn preferia um professor mais jovem.
Durante estes anos frequentou o Café Central em Viena, onde discutiu cientificamente com, dentre outros, Hermann Broch, Philipp Frank e Hahn.
Trabalhou em um banco até 1929 e quando este faliu trabalhou até 1938 em uma companhia de seguros. Durante este período ocasionalmente realizava seminários em sua residência e dava aulas na universidade, mas não conseguiu fazer uma extensa pesquisa matemática devido à sua carga de trabalho. Como judeu foi ameaçado de perder sua licença de ensino quando Hitler invadiu a Áustria. No mesmo ano emigrou para os Estados Unidos com sua mulher. Com o apoio de Albert Einstein recebeu uma posição insignificante no Paterson Junior College em Nova Jersey e mudou-se para o Monmouth Junior College no mesmo estado em 1941. Juntamente com sua mulher também trabalhou durante os anos da Segunda Guerra Mundial para o United States Army Signal Corps em Chicago, uma instalação do Exército dos Estados Unidos para telecomunicações, através da mediação de Isaac Albert Barnett (1894–1974)
Apenas cinco semanas depois que ele finalmente receber sua primeira cadeira no Instituto de Tecnologia de Illinois em 1943, morreu vitimado por ataques cardíacos repetidos.
É particularmente conhecido pelo teorema de Helly da geometria convexa. É epônimo também do teorema de Helly-Bray e do teorema da seleção de Helly. Harry Hochstadt atribui a negligência dessas contribuições de Helly a seu caminho incomum na vida, tendo trabalhado em outras profissões por um longo tempo depois de ter sido acidentalmente interrompido pela Primeira Guerra Mundial antes de retornar à academia.
Em seu trabalho de 1912 Helly não apenas antecipou o teorema de Hahn-Banach, mas também o teorema de Banach-Steinhaus.